# Tilhuacán
Tilhuacán är en ort i Mexiko.   Den ligger i kommunen Santiago Tulantepec de Lugo Guerrero och delstaten Hidalgo, i den sydöstra delen av landet, 100 km nordost om huvudstaden Mexico City. Tilhuacán ligger 2 262 meter över havet och antalet invånare är 481.
Terrängen runt Tilhuacán är huvudsakligen kuperad, men åt nordväst är den platt. Runt Tilhuacán är det ganska tätbefolkat, med 90 invånare per kvadratkilometer. Närmaste större samhälle är Tulancingo, 7,0 km norr om Tilhuacán. I omgivningarna runt Tilhuacán växer i huvudsak blandskog.